# 미녀들의 수다
《미녀들의 수다》는 2006년 11월 26일부터 2010년 5월 3일까지 방송된 KBS 2TV의 예능 프로그램이다.

## 진행 방식
프로그램 기본 구성
외국인 여성 16명, 진행자인 남희석, 남자 패널 5명 등이 출연과 함께 방송이 진행되었으며, 2008년 100회 특집부터 남자 패널에서 여자 패널 6명으로 변경되었다.
방송 초기(첫 방송~51회 방송)에는 정해진 주제에 따라 앙케트를 통한 토크 형식으로 진행되었고, 시청 가능 연령을 표시하는 이른바 프로그램 등급제가 시범적으로 적용하였다.
42회 방송(2007년 9월 3일 방송)부터는 릴레이 토크, "줄줄이 말해요"라는 제목 아래 출연자 전원이 주제에 맞춰 빈 칸에 자신의 체험이나 생각을 말하면서 발언에 따른 대화 방법이 도입되었고, 52회 방송(2007년 11월 19일 방송)부터는 처음부터 이 방법에 따라 대화가 진행되었다.
74회 방송(2008년 4월 28일 방송)부터는 "공통분모 토크 - 순위 대 순위"라는 제목 아래 출연자 40명과 서울의 각 대학 어학당 학생 100명이 16명 중 가장 공감하는 패널들의 토크를 선정해 1위부터 10위까지의 순위를 매기는 방식으로 진행된다. 다만 진행 순서는 10위부터 1위까지이다.
137회 방송(2009년 7월 27일 방송)부터는 "글로벌 찬반 논쟁 쇼 - 뜨거운 감자 Yes No"라는 제목 아래 지구촌에 존재하는 다양한 문화 중 대립이 심한 주제로 논쟁을 해보는 쇼다. 미녀들 각자의 앞에 있는 버튼으로 Yes나 No로 입장을 표현하고 그에 뒷받침 할 수 있는 의견을 토로한다. "라이벌 열전! 세계 각국의 자랑거리는?" 코너에서는 자랑거리와 그 자랑거리에 해당하는 라이벌 되는 국가를 주제로 해서 수다를 진행한다.
138회 방송(2009년 8월 3일 방송)부터는 "미녀詩대"라는 제목 아래 미녀들의 한국어 실력으로 시를 지어본다.
그 외에도 한 회분의 방송을 재치있는 입담을 과시한 외국인 패널 한 명을 선정하기도 한다. 중간중간 쉬어가기 코너로는 60초 발언대, 장기자랑(개인기), 음식문화체험, 문화유물퀴즈 등이 있으며, 이 부분은 비정규적으로 방송했다. 2010년 1월 4일 이후 공동 MC는 엄지인 아나운서다.

## 토크 주제
앙케트 토크
- 〈한국에서만 볼 수 있는 특별한 연말 모습은?〉
- 〈한국의 출산문화, 이것이 충격이다!〉
- 〈한국의 모임, 이것이 충격이다!〉
- 〈한국의 운전문화! 이래서 충격이다!〉
- 〈한국의 휴대전화, 이것이 놀랍다!〉

릴레이 토크
- 〈한국에서 돈 아끼려고 '땡땡땡'까지 해봤다〉
- 〈한국에 살다보니 '땡땡땡' 걱정이 생겼다!〉
- 〈내가 한국의 대통령이 된다면 '땡땡땡'만은 바꾸겠다〉
- 〈2007 나의 최고의 순간은 '땡땡땡'이다!〉

공통분모 토크
- 〈한국과 우리나라 '이것'이 똑같다〉
- 〈한국이 나를 변화시킨 것은?〉
- 〈한국에 살면서 새롭게 생긴 고민은?〉
- 〈한국에 와서 중독된 것〉

글로벌 찬반 논쟁 쇼 - 뜨거운 감자 Yes No
- 〈개고기 먹어도 된다〉
- 〈미녀들의 수다 출연자들은 모두 미녀다?〉
- 〈내 남자의 외도! 한번은 용서 할 수 있다〉
- 〈한국에서 4살부터 영어를 가르쳐야 한다?〉
- 〈연인 사이에 비밀은 필요하다?!〉
- 〈엘리베이터 안에서 방귀를 뀌면 사과해야 한다?!〉
- 〈성형미인도 미스코리아가 될 수 있다!?〉
- 〈애완동물은 인간의 친구!?〉
- 〈친구의 애인이 다른 여자와 데이트 하는 모습을 봤다면, 친구에게 얘기해 줘야 할까?〉
- 〈연예인 사생활은 보호 받아야 한다?〉

라이벌 열전! 세계 각국의 자랑거리는?
- 〈마사지 : 태국 vs 중국〉
- 〈팝의 전설 : 미국 vs 영국〉
- 〈부정부패가 없는나라 : 핀란드 vs 캐나다〉
- 〈외국 여자가 부러울 때 VS 한국 여자가 부러울 때〉

미녀詩대
- 〈한국의 여름〉

둘 중 하나
미녀들의 한국생활 중 문화차이로 갈등에 놓일때는?
- 프라이드치킨 vs 양념치킨
- 삼겹살 vs 양념갈비
- 족발 vs 보쌈
- 버스 앞자리 vs 버스 뒷자리
- 구식변기 vs 양변기
- 엉덩이 춤 vs 시건방 춤
- 축의금 3만원 vs 5만원
- 얼굴 vs 몸매
- 명품백 1개 vs 짝퉁 가방 10개
- 팝콘 vs 오징어
- 속옷 세트 vs 속옷 단품
- 발라드 vs 댄스
- 라면 먼저 vs 스프 먼저
- 나쁜 남자 vs 착한 남자
- 요가 vs 헬스
- 연상남 vs 연하남
- 진실게임 vs 야자타임
- 삼겹살 vs 양념갈비
- (다시 태어난다면) 남자 vs 여자
- (연애의 순서) 키스 vs "사랑해"

글로벌 퀴즈
- 특별한 냄새, 냄새가 나는 음식
  - 핀란드에서 보드카
  - 이탈리아에서 고르곤졸라 치즈
  - 일본에서 시소 깻잎
  - 중국에서 샹차이(香菜-멕시코에서 실란드로)(영국, 프랑스,캐나다에서 커리엔더(Coriander))
- 동화와 캐릭터
  - 이탈리아에서 〈피노키오〉의 결말
  - 독일에서 그림형제가 쓴 동화
  - 영국에서 〈로빈후드〉, 〈세인트조지와 공주〉
  - 일본에서 도라에몽 캐릭터
  - 핀란드에서 무민 캐릭터
  - 케냐에서 〈사자와 토끼〉
- 시험 전날 먹는 음식
  - 일본에서 돈가스
  - 콜롬비아에서 생선국
  - 중국에서 소시지 1개와 계란 2개
  - 몽골에서 수타차
- 알레르기 유발 음식
  - 캐나다에서 땅콩(견과류)와 향수
  - 일본에서 메밀(소바) 국수
  - 독일에서 유제품
  - 태국에서 해산물
- 운동경기와 응원
  - 미국의 야구찬가 《Take Me Out to the Ball Game》
  - 케냐에서 타악기
  - 멕시코에서 올레 올레 올레~ 로 시작하는 응원가
  - 이탈리아에서 축구 응원가
  - 캐나다에서 아이스하키 응원가 "Let's go...Let's go..."
  - 영국에서 "윔블던 테니스"
  - 콜롬비아 팀전용 응원석과 응원복
  - 독일에서 축구경기날 맥주가 매진
  - 일본에서 마라톤 중계방송, 일본 오사카에서 야구 경기
  - 프랑스에서 "투르 드 프랑스" 자전거 경기
  - 이탈리아에서 "투르 드 이탈리아" 자전거 경기
- 곁들이는 음식
  - 멕시코에서 과일에 고춧가루(피킨 고추)와 소금과 레몬을 맥주에 고춧가루와 얼음과 소금을 즐겨 뿌려 먹는다.
  - 일본에서 수박에 소금을 뿌려 먹는다. 푸딩에 간장을 뿌려 먹으면 성게의 맛과 비슷하다.
  - 핀란드에서 식사의 처음부터 끝까지 우유를 마신다. 무지방을 선호한다.
  - 캐나다에서 훈제 연어,오믈렛, 소시지, 햄에 메이플 시럽을 발라 먹는다.
  - 대만에서 토마토에 간장소스(간장, 설탕, 생강)을 넣어 먹는다.
  - 태국에서 밥에 과일을 섞어 먹는다.(파인애플 볶은밥) 사위가 술 먹은 다음날 장모는 해장술과 삶은 달걀 튀김을 해주는 전통이 있다. 똠양꿍이라는 수프가 유명하다.
  - 케냐에서 장모가 사위에게 염소고기를 준다.(평소에 쇠고기를 먹고 중요한 날에는 염소고기를 먹는다.)
- 결혼식 관습
  - 대만에서 신부가 부채를 던진다. 안좋은 습관을 버린다는 의미가 있다.
  - 독일에서 결혼식 전날 파티에서 도자기를 깨뜨린다. 도자기 조각이 행운을 부른다는 의미가 있다. 주로 시청에서 결혼식을 하고 혼인신고를 바로 한다. 피로연 전에 신부의 면사포를 찢어 나눠준다. 면사포 조각을 매단 차량들이 경적을 울리며 동네를 다닌다.
  - 중국에서 하객들에게 담배를 나눠준다. 복과 재물운을 가져다 준다는 의미가 있다.
  - 이탈리아에서 결혼식 전날 쌀을 던진다. 재물운과 다산을 가져다 준다는 의미가 있다. 결혼 전에 신랑이 신부의 웨딩드레스를 입은 모습을 보면 결혼하지 못한다. 피로연에서 신부의 눈을 가리고 신랑을 찾아내는 놀이를 한다.
  - 영국에서 결혼 전에 신랑이 신부의 웨딩드레스를 입은 모습을 보면 불운이 생긴다는 믿음이 있다. 그래서 결혼 전에 신랑과 신부의 결혼식 전의 웨딩찰영을 하지 않는다.(사진을 찍지 않는다.) 부케를 잡기 위해 신부의 미혼 친구들이 경쟁한다. 부케를 잡으면 6개월 후 결혼 할 수 있다는 믿음이 있다.
  - 일본에서 결혼 전에 웨딩드레스를 입으면 노처녀가 된다는 믿음이 있다. 태국에도 있다.
  - 태국에서 아침결혼과 저녁결혼으로 결혼식이 2회로 나뉘어 있다. 아침에는 신부집에서 식을 하고 저녁에는 호텔에서 식을 한다.(서민은 저녁결혼을 학교에서 한다.)
  - 콜롬비아에서 신부의 웨딩드레스 속 스타킹 끈을 신랑의 친구 한 명이 입에 물고 벗기는 관습이 있다.
- 동물
  - 케냐에 기린 호텔이 있다. 사람과 기린이 함께 호텔을 이용한다.
  - 중국의 상징 동물은 판다로 베이징 올림픽 때 마스코트였다.
  - 일본의 상징 동물은 까마귀로 길조로 행운을 가져다 준다고 믿는다.
  - 태국의 상징 동물은 코끼리로 신성한 동물로 숭배되며 친밀하고 사람의 일을 도와준다.
  - 영국의 상징 동물은 사자로 스포츠 클럽이나 정부의 사자문양이 있다.
  - 독일의 상징 동물은 독수리로 지폐, 공문서에 그림이 있다.
  - 프랑스의 상징 동물은 수닭으로 월드컵 때 수닭인형으로 응원했다.
  - 캐나다의 상징 동물은 비버다.
- 아기(어린이)의 이름
  - 영국(독일, 몽골, 미국, 이탈리아, 캐나다, 프랑스 포함)에서 아기 이름 사전을 보고 고른다.
  - 독일에서 소설이나 영화에서 나오는 이름으로 아이의 이름을 짓는다.
  - 태국에서 스님이 무료로 작명을 해 준다.
  - 영국, 일본에서 집안에서 부르는 아이의 이름이 별도로 있었다.
  - 미국, 이탈리아에서 부모의 이름을 ~ 2세, ~ 주니어를 붙여 물려준다.
  - 케냐에서 사촌간의 이름이 같은 경우가 많고 행동, 날씨, 길 이름으로 아이의 이름을 짓는다.
- "화장실 간다"는 말을 은유적으로 표현하는 방법
  - 몽골에서 "말 보러 간다." 라고 한다.
  - 케냐에서 "자연따라 간다.", "큰집 간다.", "침 뱉으러 간다." 라고 한다.
  - 프랑스에서 "케이크 만들러 간다." 라고 한다.
  - 미국에서 "쓰레기 버리러 간다.", "폭탄 투하 하러 간다." 라고 한다.
  - 영국에서 소변을 넘버 원, 대변을 넘버 투 속어로 표현한다.
  - 핀란드에서 "물 뿌리러 간다.", "릴리스 호텔 간다." 라고 한다.
  - 독일에서 "초콜릿 쿠키한테 수영을 가르치러 간다." 라고 한다.
  - 이탈리아에서 "팩스 보내러 간다." 라고 한다.
  - 태국에서 "팩스 보내러 간다."(대변), "이메일(전자 우편) 보내러 간다."(소변) 라고 한다.
- 화장실 예절
  - 독일에서 사용 후 문을 열어놔야 한다. 닫아 놓으면 사람이 사용 중인 줄 알고 문 앞에서 대기한다. (독일, 영국, 유럽, 남미에서는 노크는 예의가 없는 것이라고 생각한다. 미국에서는 노크 문화가 있다.)
  - 태국에서 양변기 뚜껑을 열어놔야 한다. 닫혀 있으면 물을 안내렸다는 의미다.
  - 일본에서 사용 후 휴지를 삼각형으로 접어 놓아야 한다. 다음에 사용하는 사람이 쉽게 뽑으라는 배려다. (최근에는 위생 문제로 하지 않는다.)
  - 이탈리아, 캐나다에서 대변이 급할 때 식당에서 음료를 한잔 사 먹고 화장실을 이용할 수 있다.
- 재활용
  - 핀란드, 콜롬비아에서 다른 집이나 가게의 쓰레기통을 뒤져 식품, 의류, 가정용품 등 재사용 가능한 물품을 골라 가져가는 쇼핑이 유행이다.
  - 중국에서 빈 병 수거 자판기가 있고 빈 병을 넣으면 돈이 나온다.
- 바람둥이를 의미하는 동물
  - 캐나다에서 개,
  - 미국에서 말로 유혹하면 뱀
  - 이탈리아에서 큰 나비
  - 중국에서 나비, 수준 낮은 바람둥이는 토끼, 수준 높은 바람둥이는 공작새
  - 케냐에서 카멜레온
- 국가별 유명한 관광지
  - 이탈리 로마의 "진실의 입"은 원래 하수구 뚜껑이였다.
  - 벨기에의 "오줌싸개 동상"
  - 중국의 진시황 "병마용"
  - 콜롬비아의 "소금 성당"
- 결혼
  - 일본의 연예인의 다수가 결혼식을 하지 않고 혼인신고만 하는 사람이 많다.
  - 대만의 연예인의 다수가 결혼식 여부를 알리지 않는다.
  - 중국에서 혼인신고를 먼저하고 결혼식을 한다.
  - 이탈리아에서 성당에서 결혼식 직후 그자리에서 바로 혼인서약을 한다. 관공서에 혼인신고할 필요가 없다.
  - 태국에서 결혼식에 공무원이 출장을 나와 혼인신고를 받는다.
- 자판기
  - 영국에 날씨 자판기가 있다. 우비, 우산, 선크림을 자동으로 판매하는 기계다.
  - 일본에 곤충, 오뎅, 튀김, 우동, 라면, 쌀, 생계란, 아이스크림, 맥주, 네일아트, 치킨 자판기가 있다.
  - 태국에 쏨땀(매운 샐러드) 자판기가 있다.
  - 프랑스에 꽃다발 자판기가 있다.
  - 우크라이나에 사이다 자판기가 있다. 유리컵에 사이다가 담겨 나오고 사이다를 먹은 사람은 빈 유리컵을 세척기에 넣어야 한다.
  - 독일에 자전거 튜브 자판기가 있다.
- 혼날때
  - 태국에서 귀엽게 웃는다.
  - 중국에서 고개를 숙이고 불쌍한 척해야 한다.
  - 독일에서 내색하지 않고 강한척 한다.
- 장례식장에 들고 가는 꽃
  - 프랑스에서 카네이션
  - 미국에서 백합
  - 콜롬비아에서 수선화, 붓꽃, 백합
  - 핀란드에서 카라, 아이비, 카네이션
- 택시 요금
  - 에티오피아에서 택시기사가 정한다.
  - 케냐에서 택시기사가 정하고 손님과 흥정이 가능하다. 차가 있으면 누구나 택시영업을 할 수 있다.
  - 태국에서 기본요금이 1천원이고 심야 할증요금제가 없어 저렴하다. 한류스타를 쫓는 택시가 별도로 존재한다.
  - 영국에서 기본요금이 5천원이고 요금이 빠르게 증가한다.
  - 독일에서 기본요금이 8천원정도고 요금이 빠르게 증가한다. 10배 정도 비싸서 대중교통(버스, 지하철)을 이용한다.
  - 일본에서 기본요금이 5천 5백원(후쿠오카), 9천원(도쿄)정도고 요금이 빠르게 증가한다.
  - 프랑스에서 기본요금이 4천원 정도다.

- 응급 전화번호
  - 우크라이나에서 03번이다.
  - 에티오피아에서 99번이다. 범죄신고는 92번이다.
  - 프랑스에서 15번이다. 범죄신고는 17번이다. 화재신고는 18번이다.
  - 일본에서 119번이다.
  - 이탈리아에서 전화번호 안내번호가 892480번이다.
- 스트레스 해소
  - 중국에 눈물방이 있다. 7천원정도 요금을 부담하면 1시간 동안 마음껏 눈물을 흘릴 수 있다. 눈물방에 고춧가루, 양파, 유리컵, 인형 등이 준비되어 있다.
  - 태국에 "LOVE SICK"이라고 쓰여진 방이 있다. 연인과 이별했을 때 헤어진 사람의 사진을 벽에 붙여놓고 유리컵, 술병을 던질 수 있다.
  - 일본에 길거리에서 돈을 받고 무조건 사과를 하는 직업이 있다. 상황을 설정하고 관계자 대신에 욕을 먹는 사람이다.
- 집에 있는 특이한 조형물
  - 콜롬비아 집 지붕에는 동상이 있다.
  - 독일 집 지붕에는 수탉모양의 형상이 있다.
- 빈말
  - 일본에서 "밥 먹고 가라"는 말은 "빨리 집에 가라"는 뜻이다.

## 방송 시간
| 방송 채널 | 방송 기간                          | 방송 시간                  |
| --------- | ---------------------------------- | -------------------------- |
| KBS 2TV   | 2006년 11월 26일 ~ 2007년 4월 29일 | 매주 일요일 오전 10시 35분 |
| KBS 2TV   | 2007년 4월 30일 ~ 2010년 5월 3일   | 매주 월요일 밤 11시 5분    |

## 패널
패널 섭외 방법
연세대학교 한국어학당등 각 대학의 한국어 교육기관이나 대학, 외국인 모델 에이전시등에서 섭외하기도 하며, 시청자들이 외국인 여성 패널을 추천 하는 경우도 있으며, 외국인 여성이 자진하여 출연을 희망한다고 제작진에게 밝혀오는 경우도 있다.
모든 패널은 대한민국 정부에 합법적인 외국인 등록이나 대한민국 국적취득을 해야만 출연할 수 있었다. 또한 대한민국 국적을 보유하지 않았을 경우, 텔레비전 방송 출연을 위한 별도의 비자를 발급받은 상태에서 출연했다.
출연 패널 결정 방법
출연 패널 명단

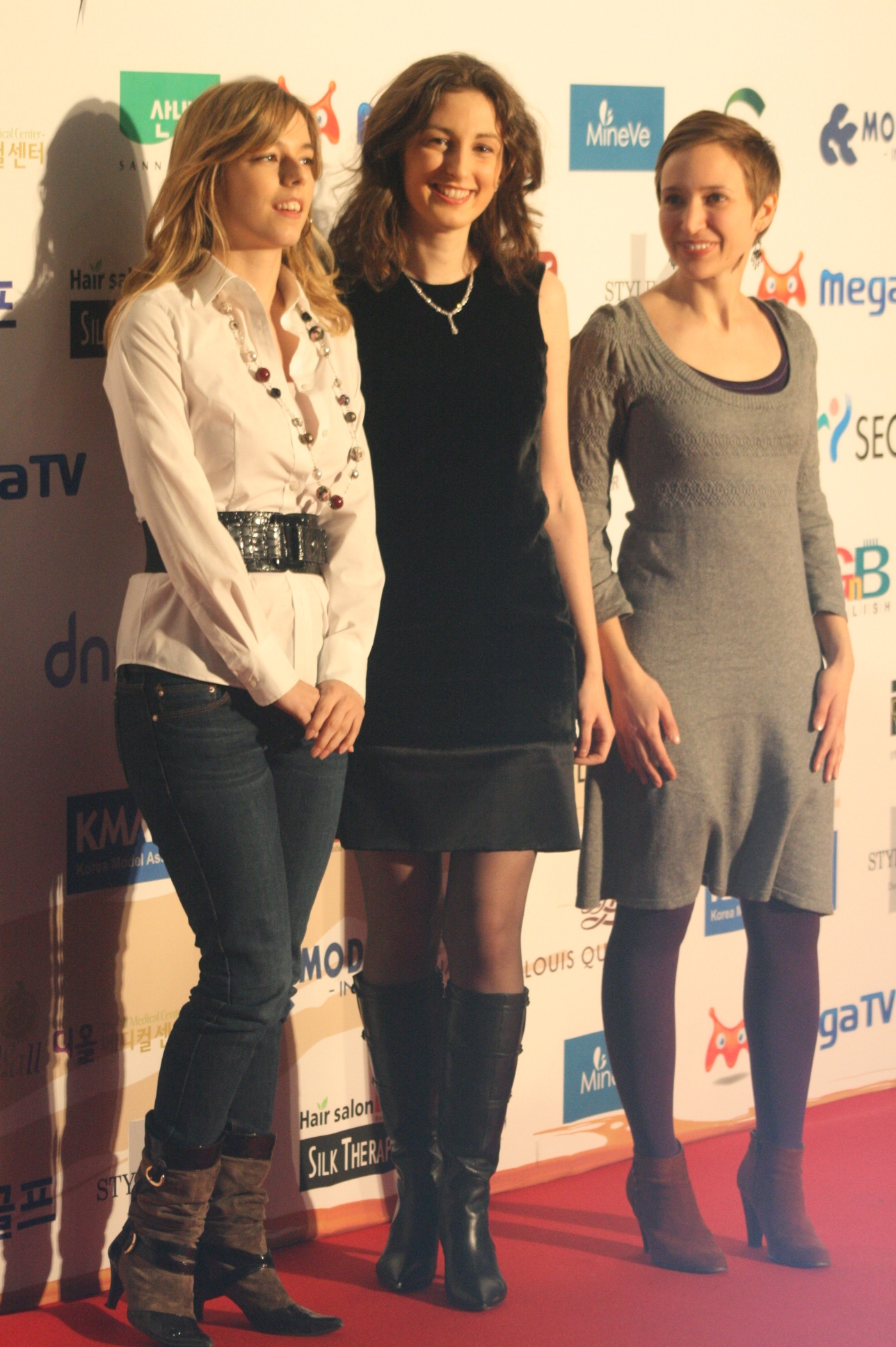
2009 아시아모델상 시상식에 참석한 도미니크 노엘, 크리스티나 콘팔로니에리, 베라 나탈리 홀라이터

다음은 방송에 출연한 국적별 외국인 패널의 명단이다. 같은 국적일 경우 첫 출연일 순서로 배열되었으며, 지명도나 출연횟수가 다른 패널에 비해 상대적으로 낮은 패널의 이름은 회색으로 표시되었다. 이름의 굵은 글씨는 방송에서 공식적으로 부르는 통칭이며, 전체 이름이 알려진 경우에는 방송에서 이름을 줄여쓴다 하더라도 전체 이름으로 표기한다. 방송 진행 도중 귀국한 것으로 알려진 패널의 경우는 이름 옆에 "귀국" 문구가 표시된다. 또한 직위는 학생·회사원등이 아닌 종영당시 공직에 종사하는 패널만 수록하였다.
아시아
- 중국
  - 손요 (중국어 간체자: 孙瑶, 정체자: 孫瑤, 병음: Sūn Yáo)
  - 상팡(중국어 간체자: 尚芳, 병음: Shàng Fāng) →만주족
  - 채리나(중국어 간체자: 蔡丽娜, 정체자: 蔡麗娜, 병음: Cài Lìná) →조선족 혼혈
  - 장산산(중국어 간체자: 张珊珊, 정체자: 張珊珊, 병음: Zhāng Shānshān) → 출연 후 한국으로 귀화
  - 은동령(중국어 간체자: 殷冬灵, 정체자: 殷冬靈, 병음: Yīn Dōnglíng)
  - 종설(중국어: 宗雪, 병음: Zōng Xuě)
  - 송상(중국어: 宋爽, 병음: Sòng shuǎng)
  - 정슈앙(중국어 간체자: 郑爽, 정체자: 鄭爽, 병음: Zhèng Shuǎng)→결혼
  - 방샤샤(중국어 간체자: 庞莎莎, 정체자: 龐莎莎, 병음: Páng Shāshā)
  - 앙레(중국어 간체자: 岳蕾, 병음: Yuè Lěi)
  - 리빙루(중국어 간체자: 李冰如, 정체자: 李氷如, 병음: Lǐ Bīngrú)
  - 장샤오샤오(중국어 간체자: 张潇潇, 정체자: 張瀟瀟, 병음: Zhāng Xiāoxiāo)※ 한국인 남성과 결혼 후 출연한 두 번째 패널
- 중화민국
  - 허이령(중국어: 許怡齡) →친할머니가 일본인, 종영 후 중국 문화 대학 한국어학부 교수로 임용
  - 진언문(중국어: 陳彦雯) →귀국
- 홍콩:맥신 쿠(顧家嘉, Maxine koo ga-ga)
- 일본
  - 장 사오리(한국명: 장은주, 일본어: 武田 佐緖里) →재일한국인 3세
  - 사가와 준코(일본어: 佐川 純子)
  - 아키바 리에(일본어: 秋葉 里枝) →아이돌 시절 예명: 스기모토 히토미(일본어: 杉本 瞳)
  - 후지타 사유리(일본어: 藤田 小百合) →고바시 메구미의 친구로 알려짐.
  - 아사다 에미(일본어: 浅田 絵美) →귀국(졸업)
  - 우메무라 가즈코(일본어: 梅村 和子) →코미디언 출신.
  - 도키와 후사코(일본어: 常盤 富沙子)
  - 야마다 치히로(일본어: 山田 ちひろ)
- 몽골
  - 나르망다흐 체웨그메드(몽골어: Нармандах Цэвэгмэд Narmandakh Tsevegmed) →귀국(취업)
  - 투르바트 졸자야(몽골어: Золзаяа Төрбат  Zolzaya Turbat)
  - 자르갈사이항 테무울렝(몽골어: Тэмүүлэн Жаргалсайхан  Temuulen Jargalsaihan)
- 베트남
  - 원(阮) 시 투 흐엉(베트남어: Nguyễn Thị Thu Hương)
  - 하 황 하이옌(베트남어: Ha Hwang Haiyen) →한국으로 귀화 (한국명: 하지은)
  - 부 티 흐엉(베트남어: Vu Thi Hương) →위의 흐엉과 같은 이름
  - 원(阮) 홍 하잉(베트남어: Nguyễn Hong Hanh)
  - 응우엔 딘 냣 칸(베트남어: Nguyễn Dinh Nhat Khanh)
- 말레이시아
  - 소피아 수라야 빈티 리자 압둘(Sophia Suraya Binti Ridza Abdoh, 아랍 문자:سوفيا سوريا بنت ريدز ابوده) →귀국(졸업)
  - 포 케인(Poh Kay Inn) →징 치에 포의 여동생.
- 싱가포르:
  - 비비안 호(Vivian Ho) →화교, 성은 何(광둥어)
  - 샨텔 탠(Chantelle Tan)
- 태국
  - 사팃찰라라이 펫라다(태국어: สถิตชลาลัย เพชรลดา Sathitchalalai Petlada[*])
  - 수리야몽콜 차녹난(태국어: สุริยมงคล  ชนกนันท์ Suriyamonkhol Chanoknun[*])
  - 와자삿 타차폰(태국어: วาจาสัตย์ ธัชพร Wajasath Tachaporn[*])
- 인도네시아:아만다 카심(Amanda Kasim, 말레이어: اماندا كاسيم) →신현준의 친조카, 어머니가 한국인
- 인도:모니카 사멀(Monica Samal) →귀국(결혼, 2007년 4월 30일에 공식 고별방송이 있었으나 이후 패널로 특별 출연하였음)
- 네팔:푸남 네우파네(Punam Neupane, 네팔어: पूनम न्यौपाने)→결혼
- 아제르바이잔:디나 레베데바(Dina Lebedeva,키릴 문자:Дина Лебедева, 아랍 문자:دینا لبدوا)
- 카자흐스탄
  - 옐레나 트로예글라조바(Yelena Troyeglazova,키릴 문자:Елена Троеглазова, 퇴테 문자:ەلەنا تروەگلازوۋا) →귀국(결혼)
  - 나타샤 코스티나(Natasha Kostina,키릴 문자 :Наташа Костина, 퇴테 문자:ناتاشا كوستينا)
- 키르기스스탄:안나 쉴레포바(Anna Shulepova, 키릴 문자:Анна Шулепова, 아랍 문자:اﻧﻨﺎ ﺷﯘﻟﻪﭘﻮۋا) →"결혼"
- 우즈베키스탄
  - 자밀라 압둘레바(Djamilya Abdullaeva,키릴 문자:Джамиля Абдуллаева, 아랍 문자:دجەمىليە ئەبدۇللەېۋە) →어머니가 러시아인
  - 구잘 사이다흐마도브나 투르수노바(Guzal Saidahmadovna Tursunova,키릴 문자:Гузель Саидахмедовна Турсунова)→출연 후 한국으로 귀화
- 조지아:타티아 마나가제(Tatia Managadze,조지아어: თათია მანაგაძე)
- 아르메니아:슈샨 하콥얀 (Shushan Hakobyan,아르메니아어: Շուշան Հակոբյան) → 처음으로 기혼 상태에서 출연한 패널
- 튀르키예
  - 아첼야 야부즈(Açelya Yavuz) →어머니가 한국인
  - 아슬르 사르이펙(Aslı Sarıipek) →할아버지는 한국 전쟁 참전 군인이었음.
- 요르단:노프 모하마드 알 메플리흐 (Nouf Mohammad Al-Mufleh, 아랍 문자:نوف محمد المفلح)
- 이스라엘:짜바릿 에즈라(Tzabarit Ezra,히브리어: צברי עזרא)→이스라엘 방위군 부사관 복무 경력자. 최종 복무계급은 상사, 귀국("결혼")

아프리카
- 이집트:사마르 압델 아지즈(سمر عبد العزيز)
- 튀니지:사미라 카드라위(Samira Khadhraoui)
- 카메룬:크리스타 캄가 에운(Christa Kamga-Yeun) →어머니가 독일인.
- 가봉:알리다 무싸부(Alida Moussavou)
- 에티오피아:메자 펜다우 이쉬투(Meaza Pendau Eshetu) → 종영당시 그리스도대학교 경영정보학과 교수
- 케냐:유프레시아 은딘다(Euphracia Ndinda)
- 남아프리카 공화국:브로닌 마가렛 멀렌(Bronwyn Margaret Mullen)

유럽
- 스페인:알바 쿠닐 풀켓(스페인어: Alba Cunill Fulquet) → 카탈루냐 지방 출생
- 이탈리아:크리스티나 콘팔로니에리(이탈리아어: Cristina Confalonieri) →2007년 12월 1일 결혼.[5], 종영당시 역삼글로벌빌리지센터 소장·가톨릭대학교 법학부 겸임교수
- 프랑스
  - 아나이스 크리스틴 줄리엔(프랑스어: Anaïs Christine Julienne) →친할머니가  노르웨이인
  - 이자벨 마카리(이탈리아어: Isabelle Maccari) →이탈리아계→귀국(결혼)
  - 마리안 파스케(Marie-Anne Pasquet)
  - 알리스 바르텔레미(Alice Barthélemy)
- 영국
  - 엘리자베스 브래디(영어: Elizabeth Brady) →2006년 추석특집에만 출연하였음.
  - 에바 사치코 포피엘(영어: Eva Sachiko Popiel) →폴란드계 영국인 아버지와 일본인 어머니 사이에서 출생，도쿄 출생.
  - 로라 필킹턴(영어: Laura Pilkington) →어머니가 한국인
  - 애나벨 엘렌 앰브로스(영어: Annabelle Ellen Ambrose) → 캐나다 밴쿠버 출생.
  - 로라 앰브로스(영어: Laura Ambrose)
- 독일
  - 다니엘라 슐릭(독일어: Daniela Schlick) →2006년 추석특집에만 출연하였음
  - 나 리 셰르플링(독일어: Na-Rhee Scherfling) →어머니가 한국인
  - 릴리안 베렌트(독일어: Lilian Behrendt) →어머니가 한국인
  - 미르야 말레츠키(독일어: Mirja Maletzki)
  - 베라 나탈리 홀라이터(독일어: Vera Natalie Hohleiter)→"결혼"
  - 마리연 스트뤼커 (Marie-Yon Strücker) →어머니가 한국인. 미녀들의 수다 패널 중 최연소자.
- 오스트리아:베르나데트 플라이샨데를(독일어: Bernadette Fleischanderl) →귀국(취업)
- 체코:블라디슬라바 마자나(Vladislava Mazana) →귀국("결혼")
- 폴란드:아냐 마리아 바시엘라(Anńa Maria Wasiela)
- 스웨덴:피나 세너(Pınar Şener) →부모가  튀르키예인.
- 핀란드:따루 살미넨(Taru Salminen) →출연 당시 직장(주한 핀란드 대사관)의 출연 허가가 나오지 않음에 따라 출연 중단[6] 되었으나, 110회 방송(2009년 1월 12일 방송)부터 정식 복귀하였음.
- 러시아
  - 라리사(La Risa, 키릴 문자:Ла Риса) →한국으로 귀화
  - 율리야 콜야다(Yuliya Kolyada,키릴 문자:Юлии Коляда)
  - 이다 카르피쉬(Ida Karpysh,키릴 문자:Ида Кaрпыш)
  - 예카테리나 포포바(Ekaterina Popova,키릴 문자:Екатерина Попова)
  - 이나 마슬로바(Inna Maslova,키릴 문자:Инна Маслова) →2008년 4월 12일 결혼[7]
  - 다리아 바스키나(Daria Baskina,키릴 문자:Дарья Баскина) →귀국(결혼)
  - 발레리아 파블로바(Valeria Pavlova, 키릴 문자:Валерия Пáвлова) →방청객으로 첫 출연한 이후 정식 패널이 되었음.
  - 마리아 민키나(Maria Minkina,키릴 문자:Мария Минкина)
- 우크라이나
  - 엘리자베타 비알로바(Elyzaveta Vialova,키릴 문자:Елізавета Віалова)
  - 마리야 치제프스카(Mariya Chyzhevska,키릴 문자:Марія Чижевська)
  - 이반나 호떼예바(Ivanna Khodyeyeva,키릴 문자:Іванна Ходеева)

아메리카
- 캐나다
  - 도미니크 노엘(Dominique Noël) → 퀘벡주 출신, 귀국("학업")
  - 루베이다 던포드(Lu-vada Dunford) <리포터, 방송 연예인 활동> 토론토 대학 철학과 교수
  - 다라 맥켄지(Dara McKenzie)
  - 알리샤 위지즈(Alecia Widgiz)
  - 제니퍼 맥캔(Jennifer McCann)
  - 제니스 패트리샤 디영(Janiece Patricia de Jong)
- 미국
  - 레슬리 벤필드(Leslie Benfield) →미녀들의 수다 출연 패널 중 최연장자. 귀국(개인사정)
  - 클라라 허츨러(Clara Hutzler) 
  - 제인 터너(Jane Turner)
  - 윈터 린 레이먼드(Winter Lynn Raymond)
  - 에리카 시웰(Erika Sewell)
  - 비앙카 모블리(Bianca Mobley) →어머니가 한국인, 한국명 허슬기.
  - 마가렛 호건(Margaret Hogan)
  - 제시카 애브리고(Jessica Abrego) →귀국(학업)
  - 빅토리아 아이젠스타인(Victoria Eisenstein) → 방송에서는 비키로 통칭.
  - 소냐 헨슬리(Sonia Hensley)
- 멕시코
  - 멜리사 알론소(Melisa Alonzo) →미녀들의 수다 출연 경력이 없으나 공식 홈페이지에는 출연자로 소개되었음.
  - 라우라 크루스(Laura Cruz)
- 콜롬비아
  - 탄티아나 고예스(Tantiana Goyez) →2006년 추석특집에만 출연하였음.
  - 마르가리타 마르티네스 아라우호 레스트레포(Margarita Martinez Araujo Restrepo) →안젤라와 이란성 쌍둥이 자매(언니)
  - 안젤라 마리아 아라우호 레스트레포(Angela Maria Araujo Restrepo) →마르가리타와 이란성 쌍둥이 자매(동생)
  - 나탈리아 산체스(Natalia Sanchez)
- 에콰도르:디아나 권(Diana Kwon, 한국명:권다희(權多姬)) →아버지가 한국인
- 파라과이:아비가일 아이노암 알데레테 칸시안(Abigail Ahinoam Alderete Cancian)
- 브라질
  - 지젤 루나 아라우주 에 실바(Gisele Luna Araujo E Silva)
  - 프란시니 루이지 다 실바(Francini Louizi da Silva)

오세아니아
- 오스트레일리아
  - 커스티 엘리자 레이놀즈(Kirsty Eliza Reynolds) →2008년 2월 23일 결혼·귀국(개인사정)
  - 앨리슨 하이앰(Alison Higham)
- 뉴질랜드
  - 캐서린 디워 베일리(Catherine Dewar Baillie) → 잠비아에서 출생,  스코틀랜드 에든버러에서 성장.
  - 폴리나 리피나(Paulina Lipina)
  - 헬렌 케이브(Helen Cave)
- 괌:지니 에버만(Jeannie Aevermann)→ 독일인 아버지와 한국인 어머니에게서 출생, 2007년 미스 관광 괌

## 미남들의 수다
미남들의 수다는 기존이 여성 패널에서 남성 패널로 변경과 함께 특집으로 방송한 프로그램이다.
틀:미남들의 수다(2007년 추석특집) 출연 패널
- 중국
  - 한경(중국어 간체자: 韩庚, 정체자: 韓庚) →허저족, 슈퍼주니어 멤버
  - 곽신(郭鑫)
- 일본
  - 서 마사키(서정수(徐正樹), 일본명:井上 正樹 이노우에 마사키[*]) →재일한국인 3세, 그룹 Tommy Six 멤버
  - 요시무라 켄이치(吉村 健一)
- 말레이시아:징 치에 포(Jing-Chieh Poh) →화교, 미녀들의 수다 140회 게스트로 출연
- 인도:판카즈 아가르왈(Pankaj Agarwal) →2008년 설날 특집에도 출연함.
- 이란:아미르 에프테카리(Amir Eftekhari)
- 튀르키예
  - 에네스 카야(Said Enes Kaya)
  - 파티 푸스쿨루(Fatih Puskullu)
- 우크라이나:예브게니 포코틸로프(Evgeni Pokotilov, 키릴 문자:Eвгени Покотилов)
- 오스트리아:마누엘 보가르트(Manuel Bogard)
- 독일:보리스 레너(Boris Lehner) →2008년 설날 특집에도 출연, 어머니가 한국인.
- 프랑스:피에르 데포르트(Pierre Deporte) 한국명:황찬빈
- 이탈리아:마르코 이엔나(Marco Ienna)
- 미국:레오 매코믹(Leonard McCormick)-2008년 설날 특집에도 출연.
- 캐나다:줄리엔 강(Julien Kang)-2008년 설날 특집에도 출연. →한국계, 이종 격투기 선수 데니스 강의 동생

틀:미남들의 수다(2008년 설날특집) 출연 패널(추석특집 출연자 제외)
- 일본:스즈키 유키(일본어: 鈴木ゆうき)
- 중국:장량(중국어: 张亮)
- 네팔:키산 코이라라(Kisan Koirala)
- 이란:알리 자말리(Ali Jamaly)
- 알제리:알리 하디드(Ali Hadid)
- 영국
  - 크리스찬 룻레지(Christian Routledge)
  - 템바 립트럿(Themba Liptrot)
- 프랑스
  - 매튜 드프레(Matthieu Deprez)
  - 크리스토프 루지(Christophe Luggi)
- 미국:로널드 루보스코(Ronald Lubosco)
- 캐나다:마이클 앤더슨(Michael Anderson)
- 뉴질랜드:워렌 키드(Warren Kidd)

틀:2009년 썸머 스페셜 2탄 - 미녀, 미남을 만나다(과거 출연자 제외)
140회(2009년 8월 17일) 방송에만 외국인 남성을 패널로 출연과 함께 여름 특집으로 방송한 프로그램이다.
- 이탈리아:알베르토 루사나 (Alberto Lussana)
- 프랑스
  - 아드리안 리(Adrien Lee) →아버지가 한국인, 한국명은 이준.
  - 제시 코르뉘(Jessy Cornu)
- 미국:벤자민 크루거(Benjamin Krueger)
- 네덜란드:레날드 카거(Lennard Kager)
- 일본:나가타 유키(永田 勇気)

틀:미남을 찾아라(과거 출연자 제외)
155회(2009년 11월 30일)
- 독일:파스칼 디오르(Pascal Dior) →이효리 U Go Girl 뮤직비디오 출연, 어머니가 한국인.
- 미국
  - 데빈 와이팅 크리스토퍼(Devin Whiting Christopher)
  - 저스틴 폴 이스라엘슨 (Justin Paul Israelson)
- 우크라이나: 글립 코제먀낀
- 프랑스: 티보 알방로 빌라드
- 영국: 안드류 스탄리 밀라드(Andrew Stanley Millard) → 1박 2일 외국인 친구편 출연, 한국인과 결혼하여 딸을 두고 있음.
- 튀르키예: 엘탄 페지 타판이잇

## 관련 논쟁과 비판
방송이 진행되었으며, 제작행태, 방송 도중 언급된 발언, 비판, 논쟁 등이 소재가 되고 있다.
윈터 레이먼드의 의료비 발언
52회 방송(2007년 11월 12일 방송)에서 미국인 패널 윈터 레이먼드는 자신의 경험을 이야기하면서 "내가 독감으로 보름간 병원에 입원했는데 병원비가 5만 달러(약 4,500만 원)가 청구되었다"라고 발언하였다. 그 이후 18대 총선 당시 통합민주당 진영은 자신들의 공약집에서 이 발언을 인용하면서 건강보험 당연지정제 유지의 필요성을 주장하기도 하였다.
채리나 관련 의혹 논쟁
중국인 출연자 채리나(가수 채리나와는 동명이인)가 조선족이었다는 사실이 알려졌을 때 채리나가 조선족인 것을 속이고 출연했는 지가 쟁점이었다.
캐서린 출연 제한 논쟁
거의 매회 출연하던 캐서린이 2009년 4월 3일자 한겨레와의 인터뷰 기사중 한국 사회와 해당 프로그램 제작 행태를 비판한 발언이 나온 이후 5주 이상 녹화에 참석하지 못하자 5월 10일 한겨레의 독자 투고 코너인 《왜냐면》에 캐서린 출연 제한에 관한 의혹의 글이 올라왔다. 이에 대하여 제작진은 "매주 미녀들에게 설문을 보내 회신하는 사람 위주로 출연진 16명을 섭외하는 시스템"이라면서 "캐서린은 2009년 4월 20일 이후로 설문 주제에 답변하지 않아 출연하지 않았다. 앞으로 출연할 가능성은 얼마든지 있다"고 반론하였다.
여대생 루저 발언
2009년 11월 9일에 방송된 가을 특집 방송 《미녀, 여대생을 만나다》 편에서 패널로 나온 홍익대학교 출신 여대생이 "키 작은 남자가 싫다"고 하면서 "외모가 중요하다고 생각되는 시대가 된 오늘날 키는 경쟁력이라고 생각한다. 키 작은 남자는 "루저"(Loser, 영어로 "패배자"라는 뜻)라고 생각한다."고 발언해 논란이 되어 이에 이 발언을 풍자한 누리꾼들의 패러디물이 봇물이 터졌다. 방송통신심의위원회는 12월 9일에 미녀들의 수다 제작관계자에게 징계 조치를 하였다. 방송통신심의위원회는 해당 회차에서 "키 작은 남자는 루저(loser)"등 신체적 차이를 조롱하고 열등한 대상으로 묘사한 내용과 성별역할에 대한 차별적인 발언 내용을 '방송심의에 관한 규정' 제 21조(인권침해의 제한) 제3항, 제30조(양성평등) 제2항, 제3항을 위반한하였다고 밝혔다. 자세한 사항은 루저의 난 문서 참조.
법무부 후원 논란
159회(2010년 1월 4일) 방송에서 법무부의 후원이 있었으며 여기에는 이귀남 장관의 발언이 방송되어 논란을 빚었다.
기타 논쟁
- 100회 특집 방송에서 과거 방송내용중 사회의 반향을 끼친 발언으로 흐엉(베트남)의 "'베트남 신부, 처녀가 아니면 교환 가능'이라는 현수막을 보았다.", 준코(일본)의 "담당 교수에게 '같이 자면 출석처리 해주겠다.'라는 말을 들었다.", 윈터(미국)의 "강도상해를 당했는데 병원에서 치료를 거부하였다.", 메자(에티오피아)의 "취업 면접시 '흑인은 무조건 안된다.'라는 말을 들었다." 등을 선정하여 요약하여 방송하였다.
- 129회(2009년 6월 1일) 방송에서 '술(주류)에 관련된 이야기'를 자주 말하게 되고 '미녀에 대한 기준이 국가별, 성별에 따라 다르다'는 말을 미녀들(출연 패널)이 직접 직설적으로 거론하였다.

## 관련 미디어
책
제작진이 공식적으로 발간한 단행본은 다음과 같다.
- 《미녀들의 수다》(ISBN 9788931572704)

출연 패널들도 자체적으로 책을 내거나 자국의 책을 번역한 경우도 있다.
- 손요
  - 《이것이 차이나》- 손요 저 (ISBN 9788973319497)
  - 《쿵후 소년 장비》- 손요 저, 김지민 그림 (ISBN 9788953551206)
- 후지타 사유리
  - 《도키나와 코코로》- 후지타 사유리 저, 신용현·김지영 공역 (ISBN 9788962590296)
  - 《일본어 리얼토크》- 후지타 사유리 저, 김지영 역 (ISBN 9788960006706)
- 베라 홀라이터
  - 《Schlaflos in Seoul: Korea für ein Jahr》(서울의 잠 못 이루는 밤[14])- 베라 홀라이터 저, 독일어로 출간되었음. (ISBN 9783423211536)
  - 《서울의 잠 못 이루는 밤 : 한국에서의 일 년》- 베라 홀라이터 저, 김진아 역. 한국어로 번역되어 출간되었음. (ISBN 9788970754758)
- 미르야 말레츠키
  -  미르야 말레츠키가 한국어 서적을 독일어로 번역한 서적은 매우 많고 확인이 되지 않아 위키백과에서 처리하기 어려우므로 여기서는 서술하지 않겠습니다. 
  - 《NEW 후다닥 여행 독일어》- 미르야 말레츠키 저, 김미선 감수 (ISBN 9788983006059)
- 크리스티나 콘팔로니에리
  - 《so Hot! so Cool! 크리스티나처럼》- 크리스티나 콘팔로니에리·윤종환 공저 (ISBN 9788993418033)
- 따루 살미넨
  -  따루 살미넨이 번역한 서적에 대한 목록은 따루 살미넨 문서를 참조하십시오.
- 아키바 리에
  - 《도쿄 레인보우: 리에's 패션 다이어리》- 아키바 리에 저 (ISBN 9788962450477) - 종영 후 출간

모바일 게임
미녀들의 수다의 인기를 바탕으로 두건의 모바일 게임이 출시되었다. 2007년 10월에는 연애시물레이션의 형태로 〈미녀들의 수다〉가 출시되었고, 2009년에는 미니게임의 모음집 형태로 〈미녀들의 수다 2〉가 출시되었다.
〈미녀들의 수다〉는 제작진의 라이센스를 얻고 제작되었다.

## 수상 경력
- 제43회 백상예술대상 TV부문 작품상 예능분야 (2007년)
- 2007년 KBS연예대상 특별상 (2007년)

## 미녀들의 수다 종영 이후의 패널들의 알려진 행적
《미녀들의 수다》 출연을 계기로 방송계에 진입하거나, 한국인 남성과 결혼하여 한국에 완전히 정착하거나, 본국이나 제3국으로 이주하여 새로운 삶을 시작하는 경우, 완전히 새로운 경력을 시작하는 경우가 있으며, 그러한 행적을 보인 패널을 빼면 대부분의 패널은 방송 이전의 삶으로 돌아갔다.

## 시청률
2010년(시즌 2)
- AGB 닐슨 미디어리서치

| 회차 | 방송 일자       | 전국 시청률(증감치) |
| ---- | --------------- | ------------------- |
| 1회  | 2010년 1월 4일  | 6.8%                |
| 2회  | 2010년 1월 11일 | 8.6%                |
| 3회  | 2010년 1월 18일 | 8.3%                |
| 4회  | 2010년 1월 25일 | 7.0%                |
| 5회  | 2010년 2월 1일  | 8.2%                |
| 6회  | 2010년 2월 8일  | 7.7%                |
| 7회  | 2010년 2월 22일 | 12.9%               |
| 8회  | 2010년 3월 8일  | 6.2%                |
| 9회  | 2010년 3월 15일 | 8.0%                |
| 10회 | 2010년 3월 22일 | 6.7%                |
| 11회 | 2010년 4월 5일  | 7.3%                |
| 12회 | 2010년 4월 12일 | 6.4%                |
| 13회 | 2010년 4월 19일 | 8.1%                |
| 14회 | 2010년 5월 3일  | 7.0%                |

## 같이 보기
- 다문화가정
- 쾌적한국 미수다